# Mazraʿat al-Qabir
Mazraʿat al-Qabir (arabisch مزرعة القبير, DMG Mazraʿat al-Qabīr) oder al-Qubair (arabisch القبير, DMG al-Qubair, auch al-Kubeir), ist ein kleines Bauerndorf im Gouvernement Hama in Syrien, in der Nähe des größeren Dorfs Maʿarzaf.
Mazraʿat al-Qabir wurde von BBC News beschrieben als „nur ein paar einstöckige Gebäude mit Flachdach in der Mitte, gelegen in goldenen Kornfeldern“. Es gebe dort „weniger als 30 Häuser“.
Während des syrischen Bürgerkriegs wurden dort am 6. Juni 2012 80 Personen vermutlich durch die Schabiha-Milizen ermordet.